# Бесконтактная карта
Бесконта́ктная ка́рта — общее название бесконтактных устройств на интегральных микросхемах, используемых для разграничения доступа или в платёжных системах.
Под бесконтактными картами могут подразумеваться как старые 125 кГц, так и новые 13,56 МГц RFID-карты.
Современные бесконтактные карты описаны в стандарте ISO 14443 (proximity card). Также существует стандарт ISO 15693 (vicinity card). Чтобы использовать бесконтактную карту, достаточно поднести её поближе к терминалу. Дальность действия 0—15 см, что, в большинстве случаев, позволяет не доставать карточку из бумажника или кошелька при считывании. Относительно невысокая цена карт позволяет использовать их на объектах с большим числом работников и посетителей, таких как кинотеатры, общественный транспорт (для оплаты проезда) или крупные офисы.
В основе любой бесконтактной карты лежит тот же элемент, что и у простейшего детекторного приёмника — колебательный контур, базовыми компонентами которого являются конденсатор и катушка индуктивности. Устройство чтения излучает переменное электромагнитное поле стандартной частоты, что возбуждает переменный электрический ток в катушке индуктивности и в колебательном контуре. Этот ток преобразуется в постоянный и заряжает достаточно ёмкий конденсатор, который питает электроэнергией микросхему. Обмен информацией между картой и считывающим устройством осуществляется через эту же катушку посредством модуляции колебаний электромагнитного поля устройства. В простейшем случае карта циклически непрерывно передаёт только свой уникальный номер. В более сложных системах происходит двусторонний обмен информацией по принципу запрос-ответ. Часто карты обладают небольшой флеш-памятью и могут запоминать некоторый объём информации, например, изменять состояние счётчика или хранить произвольное число.
Технология NFC (Near Field Communication) позволяет поддерживающим её мобильным устройствам (телефонам, планшетам) как выступать в роли виртуальной бесконтактной карты, так и работать в качестве устройства чтения по стандарту ISO 14443. Эта технология беспроводной высокочастотной связи (13,56 МГц) работает в малом радиусе действия (от 4 до 10 см), за счёт чего и происходит обмен данными.